# Busarellus nigricollis
La poiana dal collare (Busarellus nigricollis (Latham, 1790)) è un uccello rapace della famiglia degli Accipitridi, diffuso dal Messico all'Argentina. È l'unica specie nota del genere Busarellus.